# Бытом-Бобрек
Бытом-Бобрек (пол. Bytom Bobrek) — узловая железнодорожная станция в городе Бытом (расположенная в дзельнице Бобрек), в Силезском воеводстве Польши. Имеет 3 платформы и 3 пути.
Станция построена в 1872 году, когда эта территория была в составе Германской империи.